# Taki-taki
Cet article court présente un sujet plus développé dans : sranan, ndjuka (langue), aluku (langue), paramaca (langue) et saramaka (langue).
Le terme taki-taki ou taki est utilisé pour désigner – de façon indifférenciée et parfois péjorative – diverses langues parlées dans l'ouest de la Guyane française près du fleuve Maroni.
Le dialecte taki-taki fait partie du groupe des langues créoles dites langues businenge. Il est à base de vocabulaires français, anglais et espagnol, et sa syntaxe est africaine. Il cotoie le saramaka (bases anglaise et portugaise) ainsi que l'aluku, le ndjuka et le paramaca (base anglaise).
Selon Isabelle Léglise et Bettina Migge dans un article de 2017:
« 
Le terme takitaki était utilisé par les non-Marrons au Surinam au début du XXe siècle pour dénommer, de façon péjorative, d’abord le sranan tongo et parfois aussi les langues des populations marronnes sans faire de distinction. Depuis la fin des années 1990, il a beaucoup été utilisé en Guyane. Sa réapparition semble être liée aux changements qui ont eu lieu dans l’Ouest guyanais. Il était d’abord principalement utilisé par les non-Marrons pour
renvoyer à toutes les variétés à base anglaise car ces derniers n’avaient pas les moyens de différencier les langues. Son utilisation est rapidement devenue très péjorative mais cela semble moins le cas aujourd’hui. Ce « terme dans lequel le mépris côtoie l’ignorance »
(Queixalós 2000, 302), était décrit comme une dénomination provenant d’outsiders ignorants
des réalités locales, mais semblait aussi évoquer, au début des années 2000, la constitution
d’une koïnê entre les différents créoles à base anglaise ou d’une langue véhiculaire en
émergence. [...] Un certain nombre de Marrons se sont mis à l’utiliser pour désigner leur propre langue, [...] soit pour prendre en compte l’ignorance de leur interlocuteur et ne pas avoir d’ennui, soit pour renvoyer à une variante urbanisée et pour se distinguer de leur famille qui venait des villages traditionnels. Les
pratiques langagières décrites par le terme taki-taki recouvrent un ensemble de pratiques,
allant du basaa nenge(e) au sranan tongo en passant par des variétés mêlant langues
marronnes et sranan tongo, et des variétés de nenge(e) srananisé. [...]
Récemment, un autre terme, mawinatongo, est apparu. [...] A Saint-Laurent-du-Maroni, ce nom, mawinatongo, est fortement associé aux actions de l’association Mama Bobi mais ne semble pas être couramment utilisé parmi les Marrons.
 »